# Férocité

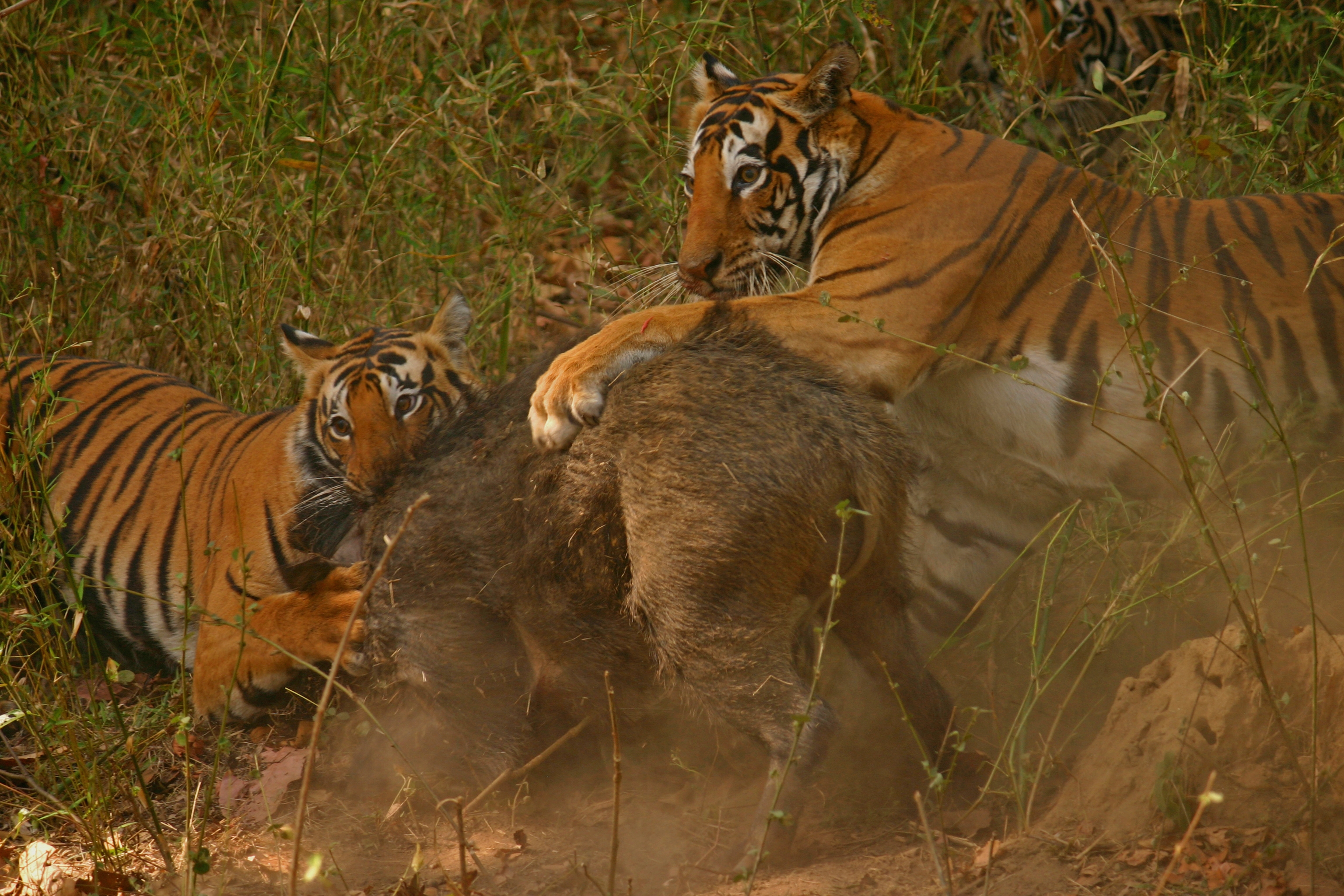
Le tigre est l'exemple même de l'animal féroce

La férocité est l'attitude d'un animal féroce (à l'instar des grands prédateurs tels que le lion ou le tigre et tous les grands fauves) et par extension, de toute personne ayant le même caractère.

## Définition et étymologie
Selon le CNTRL, le terme décrit (à propos des animaux) leur « état naturel féroce », sauvage et la « manifestation de ce naturel sauvage » et (à propos des humains), le « caractère brutal, cruel, dur de quelqu'un » et de son comportement. Par métonymie, la « manifestation d'intransigeance, de cruauté, de dureté ».
Le terme est issu du terme ferus (signifiant « sauvage »), le suffixe -ox désignerait le primitif de oculus (qui est un diminutif) donnant ainsi « au regard sauvage » à l'instar du mot latin atrox (signifiant « au regard noir »). Ce mot n'a aucun rapport avec le terme « fureur » qui descend des mots latins furor et furo (racine fur, signifiant « voleur »).

## Différence entre férocité et cruauté
Selon Yves Prigent, neuropsychiatre, spécialiste de la dépression, du suicide et de la violence, auteur d'un livre dénommé La cruauté ordinaire (édition Desclee De Brouwer) : « à la différence de la férocité qui caractérise l'animal, la cruauté constitue le propre de l'homme par le raffinement qu'elle suppose dans la volonté de destruction d'autrui ».

## Dans les arts et la culture populaire

### Dans la peinture
- Saturne dévorant un de ses fils,  une des Peintures noires de Francisco de Goya, peinte entre 1819 et 1823

### Au cinéma
- Plus féroces que les mâles (Deadlier Than the Male) est un film britannique réalisé par Ralph Thomas, sorti en 1967.
- Le Féroce (en russe : Лютый) est un film soviétique, plus précisément kirghize, réalisé par Tolomouch Okeev en 1974.
- Créatures féroces (Fierce Creatures) est un film américano-britannique réalisé par Fred Schepisi et Robert Young en 1997.
- Féroce est un film français de Gilles de Maistre tourné en 2000, et sorti en 2002.

### En littérature
- Féroces Infirmes est le quatrième roman de l'écrivain français Alexis Jenni, publié en 2019 à Paris.
- Féroce est également un roman de l'écrivaine française Danielle Thiéry, ancienne commissaire divisionnaire, publié en 2019 à Paris.